# The Labyrinth Tour
The Labyrinth Tour es la primera gira promocional de la cantante Leona Lewis, que incluye canciones de sus dos primeros àlbumes; Spirit y Echo. La gira contó con 20 fechas en Reino Unido e Irlanda entre mayo y junio del 2010, además de la compañía de la cantante australiana Gabriella Cilmi, quién abrió la mayoría de los conciertos de Leona Lewis.

## Antecedentes
El tour fue anunciado el 12 de noviembre de 2009, con fechas en Irlanda y Reino Unido. Lewis reveló que la gira estaba inspirada en su película favorita, Labyrinth. En abril del 2010, se anunció mediante el sitio web oficial de Leona, que la gira se llamaría The Labyrinth.

## Actos de Apertura
- Gabriella Cilmi (Reino Unido, Dublín y Belfast)
- Alex Gardner (Birmingham, 10 de junio)
- Hermione Hennesy (Dublín y Belfast)

## Repertorio
- Introduction

1. «Brave»
2. «Don't Let Me Down»
3. «Better in Time»
4. «Whatever It Takes»
5. «Take a Bow»

- Video interlude: «Ride a White Swan» (cover de T. Rex.)

1. «I See You»
2. «Can't Breathe»
3. «Forgive Me»
4. «Happy»
5. «Could It Be Magic» (cover de Barry Manilow)
6. «I Got You»
7. «Cry Me a River» (cover de Justin Timberlake)
8. «The First Time Ever I Saw Your Face»  (cover de Roberta Flack)
9. «Homeless»

- Video interlude: «They Don't Care About Us» (cover de Michael Jackson) (contiene elementos de «All Around the World»)

1. «Outta My Head»
2. «Sweet Dreams (Are Made of This)» (cover de Eurythmics)
3. «Run»

- Encore:

1. «Bleeding Love»

Fuente

## Fechas
| Lugar                 | Ciudad     | País        | Recinto                                   |
| --------------------- | ---------- | ----------- | ----------------------------------------- |
| Reino Unido e Irlanda |            |             |                                           |
| 28 de mayo de 2010    | Sheffield  | Reino Unido | Sheffield Arena                           |
| 31 de mayo de 2010    | Liverpool  | Reino Unido | Echo Arena                                |
| 2 de junio de 2010    | Nottingham | Reino Unido | Trent FM Arena                            |
| 4 de junio de 2010    | Mánchester | Reino Unido | Manchester Evening News Arena             |
| 6 de junio de 2010    | Mánchester | Reino Unido | Manchester Evening News Arena             |
| 8 de junio de 2010    | Birmingham | Reino Unido | LG Arena                                  |
| 10 de junio de 2010   | Birmingham | Reino Unido | LG Arena                                  |
| 12 de junio de 2010   | London     | Reino Unido | The O2 Arena                              |
| 14 de junio de 2010   | London     | Reino Unido | The O2 Arena                              |
| 16 de junio de 2010   | London     | Reino Unido | The O2 Arena                              |
| 18 de junio de 2010   | London     | Reino Unido | The O2 Arena                              |
| 20 de junio de 2010   | Glasgow    | Reino Unido | Scottish Exhibition and Conference Centre |
| 22 de junio de 2010   | Glasgow    | Reino Unido | Scottish Exhibition and Conference Centre |
| 24 de junio de 2010   | Newcastle  | Reino Unido | Metro Radio Arena                         |
| 27 de junio de 2010   | Dublín     | Irlanda     | The O2 Dublin                             |
| 29 de junio de 2010   | Dublín     | Irlanda     | The O2 Dublin                             |
| 1 de julio de 2010    | Belfast    | Irlanda     | Odyssey Arena                             |
| 3 de julio de 2010    | Belfast    | Irlanda     | Odyssey Arena                             |
| 5 de julio de 2010    | Cardiff    | Reino Unido | Cardiff International Arena               |
| 6 de julio de 2010    | Cardiff    | Reino Unido | Cardiff International Arena               |

## Publicación en video

### Información
El concierto fue filmado el 18 de junio del 2010 en la ciudad de London. El material fue publicado el 29 de noviembre del 2010 en CD/DVD, en el formato Blu-ray, el cual incluye un CD con bonus tracks que incluye diez canciones de la cantante. El concierto fue transmitido por el canal Watch de Reino Unido el 3 de diciembre del 2010. El tracklist completo del DVD fue anunciado el 3 de noviembre del 2010 y contiene las mismas canciones que Lewis interpretó durante todos los shows. El CD que incluye el DVD, contiene diez canciones para su versión internacional, mientras que para Japón incluye dos canciones más como bonus tracks.

### Listado de pistas
| DVD/Blu-ray |                                             |          |  |
| N.º         | Título                                      | Duración |  |
| 1.          | «Brave»                                     |          |  |
| 2.          | «Don't Let Me Down»                         |          |  |
| 3.          | «Better in Time»                            |          |  |
| 4.          | «Whatever It Takes»                         |          |  |
| 5.          | «Take a Bow»                                |          |  |
| 6.          | «Video Interlude: Ride a White Swan»        |          |  |
| 7.          | «I See You»                                 |          |  |
| 8.          | «Can't Breathe»                             |          |  |
| 9.          | «Forgive Me»                                |          |  |
| 10.         | «Happy»                                     |          |  |
| 11.         | «Could It Be Magic»                         |          |  |
| 12.         | «I Got You»                                 |          |  |
| 13.         | «Cry Me a River»                            |          |  |
| 14.         | «The First Time Ever I Saw Your Face»       |          |  |
| 15.         | «Homeless»                                  |          |  |
| 16.         | «Video Interlude: They Don't Care About Us» |          |  |
| 17.         | «Outta My Head»                             |          |  |
| 18.         | «Sweet Dreams (Are Made of This)»           |          |  |
| 19.         | «Run»                                       |          |  |
| 20.         | «Bleeding Love»                             |          |  |

| Bluray DVD — CD de Bonus Tracks |                                            |          |  |
| N.º                             | Título                                     | Duración |  |
| 1.                              | «Brave»                                    |          |  |
| 2.                              | «Don't Let Me Down»                        |          |  |
| 3.                              | «Better in Time»                           |          |  |
| 4.                              | «Whatever It Takes»                        |          |  |
| 5.                              | «Happy»                                    |          |  |
| 6.                              | «The First Time Ever I Saw Your Face»      |          |  |
| 7.                              | «Outta My Head»                            |          |  |
| 8.                              | «Sweet Dreams (Are Made of This)»          |          |  |
| 9.                              | «Run»                                      |          |  |
| 10.                             | «Bleeding Love»                            |          |  |
| 11.                             | «Cry Me a River» (Japanese bonus track)    |          |  |
| 12.                             | «Could It Be Magic» (Japanese bonus track) |          |  |

## Desempeño comercial
Tras su lanzamiento ingresó a la UK Music Video Chart el 5 de diciembre de 2010 en la posición número cuatro. Se mantuvo por diez semanas al interior del top10 de ella.

### Listas
| País        | Lista de ventas   | Mejor posición |
| ----------- | ----------------- | -------------- |
| Europa      |                   |                |
| Alemania    | Top Videos        | 63             |
| Irlanda     | Top 10 Music DVDs | 5              |
| España      | Top Videos        | 18             |
| Reino Unido | Top 40 Videos     | 4              |
| Suiza       | Top Videos        | 59             |